# カズングラ地区
カズングラ地区（Kazungula District）は、ザンビアの南部州の地区。
地区の中心はカズングラに置かれている。
2016年の人口は13万6547人、面積は1万6835km2、人口密度は8.1人/km2。